# Dalmau (India)
Dalmau is een nagar panchayat (plaats) in het district Raebareli van de Indiase staat Uttar Pradesh.

## Demografie
Volgens de Indiase volkstelling van 2001 wonen er 8.968 mensen in Dalmau, waarvan 52% mannelijk en 48% vrouwelijk is. De plaats heeft een alfabetiseringsgraad van 63%.